# Clavocerithium (Indocerithium) taeniatum
Clavocerithium (Indocerithium) taeniatum is een slakkensoort uit de familie van de Cerithiidae. De wetenschappelijke naam van de soort is voor het eerst geldig gepubliceerd in 1834 door Quoy & Gaimard.